# Microterys metaceronemae
Microterys metaceronemae är en stekelart som beskrevs av Xu 2000. Microterys metaceronemae ingår i släktet Microterys och familjen sköldlussteklar. Inga underarter finns listade i Catalogue of Life.